# Annette Lemieux
Annette Lemieux (* 1957 Norfolk) je americká výtvarnice. Vyrůstala v domě nedaleko námořní základny, kde pracoval její otec. Když byl otec odvolán do zámoří, žila s matkou v Connecticutu. Studovala na umělecké škole na Hartfordské univerzitě, kde získala titul BFA. Její díla se nacházejí ve sbírkách Muzea moderního umění, Metropolitního muzea umění, v Muzeu amerického umění Whitneyové či Guggenheimově muzeu v New Yorku. V roce 2012 měla výstavu Unfinished Business v Carpenterově centru výtvarného umění v Cambridgi. Je držitelkou grantu agentury National Endowment for the Arts. V roce 2009 obdržela čestný doktorát na Montserrat College of Art.